# James Davis Borikó
James Anthony Davis Borikó, meglio noto come James (Palma di Maiorca, 5 luglio 1995), è un calciatore spagnolo naturalizzato equatoguineano, centrocampista del Llosetense.

## Carriera

### Club
Ha giocato tra la seconda e la quinta divisione spagnola e nella seconda divisione greca.

### Nazionale
Tra il 2015 e il 2019 ha giocato 5 partite con la nazionale equatoguineana.

## Statistiche

### Cronologia presenze e reti in nazionale
| Cronologia completa delle presenze e delle reti in nazionale ― Guinea Equatoriale | Cronologia completa delle presenze e delle reti in nazionale ― Guinea Equatoriale | Cronologia completa delle presenze e delle reti in nazionale ― Guinea Equatoriale | Cronologia completa delle presenze e delle reti in nazionale ― Guinea Equatoriale | Cronologia completa delle presenze e delle reti in nazionale ― Guinea Equatoriale | Cronologia completa delle presenze e delle reti in nazionale ― Guinea Equatoriale | Cronologia completa delle presenze e delle reti in nazionale ― Guinea Equatoriale | Cronologia completa delle presenze e delle reti in nazionale ― Guinea Equatoriale |
| Data                                                                              | Città                                                                             | In casa                                                                           | Risultato                                                                         | Ospiti                                                                            | Competizione                                                                      | Reti                                                                              | Note                                                                              |
| --------------------------------------------------------------------------------- | --------------------------------------------------------------------------------- | --------------------------------------------------------------------------------- | --------------------------------------------------------------------------------- | --------------------------------------------------------------------------------- | --------------------------------------------------------------------------------- | --------------------------------------------------------------------------------- | --------------------------------------------------------------------------------- |
| 26-3-2015                                                                         | Il Cairo                                                                          | Egitto                                                                            | 2 – 0                                                                             | Guinea Equatoriale                                                                | Amichevole                                                                        | -                                                                                 | 46’                                                                               |
| 29-3-2015                                                                         | Abidjan                                                                           | Costa d'Avorio                                                                    | 1 – 1                                                                             | Guinea Equatoriale                                                                | Amichevole                                                                        | -                                                                                 | 62’                                                                               |
| 12-6-2016                                                                         | Cotonou                                                                           | Benin                                                                             | 2 – 1                                                                             | Guinea Equatoriale                                                                | Qual. Coppa d'Africa 2017                                                         | -                                                                                 | 87’                                                                               |
| 25-3-2019                                                                         | Riad                                                                              | Arabia Saudita                                                                    | 3 – 2                                                                             | Guinea Equatoriale                                                                | Amichevole                                                                        | -                                                                                 | 65’                                                                               |
| 4-9-2019                                                                          | Omdurman                                                                          | Sudan del Sud                                                                     | 1 – 1                                                                             | Guinea Equatoriale                                                                | Qual. Mondiali 2022                                                               | -                                                                                 | 89’                                                                               |
| Totale                                                                            |                                                                                   | Presenze                                                                          | 5                                                                                 |                                                                                   | Reti                                                                              | 0                                                                                 |                                                                                   |